# Gorilla Grodd
Gorilla Grodd è un personaggio dei fumetti DC Comics, creato da John Broome e Carmine Infantino. È un supercriminale, tra i principali nemici di Flash. Debuttò in The Flash n. 106 (aprile-maggio 1959).

## Biografia del personaggio
Gorilla Grodd è un gorilla telepatico super intelligente con il potere di controllare le menti altrui. Una volta non era che un semplice gorilla, ma dopo che una navicella aliena (collegata alla meteora radioattiva che diede i poteri ad Hector Hammond) si schiantò in Africa, a Grodd e ad alcuni gorilla che si trovavano con lui fu data la super intelligenza dal pilota della navicella. Grodd ed il suo compatriota Solovar svilupparono dei poteri telecinetici e telepatici. Scegliendo l'alieno come leader, i gorilla costruirono una città avanzata sotto il nome di Gorilla City. I gorilla vissero in pace finché la loro città non fu scoperta da alcuni esploratori indiscreti. Grodd costrinse uno di loro ad uccidere l'alieno, ne prese il posto come leader di Gorilla City e pianificò di conquistare il mondo. Solovar contattò telepaticamente Barry Allen per avvertirlo del piano del gorilla malvagio, e riuscirono così a sconfiggerlo. Il criminale ritornò, però, più volte causando guai a Flash e ai suoi alleati.
In un confronto con Wally West, Grodd incrementò i poteri cerebrali della maggior parte degli animali di Central City. Sperò di mettere le vite degli umani in pericolo, ma il piano fallì in quanto alcuni degli animali domestici erano troppo affezionati ai loro padroni. I piani di Grodd fallirono grazie a Flash e all'assistenza del Pifferaio, Vixen, e di Rex il Cane Meraviglia.
Ad un certo punto, l'immortale Vandal Savage rapì il membro dei Giovani Titani Omen e la utilizzò per creare un team di avversari perfetto da scagliare contro i Titans. Savage chiese a Grodd di divenire membro della squadra, il Tartarus. Addolcì l'offerta con la promessa di potere e immortalità. Grodd si unì ai Tartarus nella loro missione di sintetizzare il sangue immortale della Mistress dell'H.I.V.E., Addie Kane. Savage tentava di creare un siero che potesse donare l'immortalità. I loro piani andarono in fumo quando intervennero i Titans, e i Tartarus si ritirarono. Successivamente, Tempest guidò una missione di salvataggio per salvare Omen dalle mani di Savage. Durante il tentativo, i Tartarus si ribatterono contro i Titans, ma furono sconfitti per i ripensamenti di due membri. Questo perché Omen scelse di proposito dei membri che non avrebbero lavorato bene insieme. Quando Siren cambiò improvvisamente lato e aiutò Tempest a fuggire, i Tartarus si sciolsero ed ogni membro andò per la sua strada.
Uno dei piani più grandi di Grodd, fu la pianificazione dell'assassinio di Solovar e la manipolazione di Gorilla City alla guerra contro l'umanità, con l'aiuto di un "governo ombra", guidato da alcuni gorilla in vista, chiamato Simian Scarlet. Durante questo periodo, Grodd assorbì troppa energia neurale dai suoi compatrioti, lasciandolo con l'intelligenza di un normalissimo gorilla. Da lì fu ricoverato, e il tentativo fallito di costruire una base in Florida portò alla sua cattura e all'incarcerazione da parte di Iron Heights.
Grodd fu visto anche nella storia Nemici Pubblici di Superman/Batman controllando numerosi criminali ed eroi al fine di distruggere Superman e Batman per un miliardo di dollari, offerti dall'allora Presidente degli Stati Uniti Lex Luthor. Nonostante utilizzasse nemici come Mongul, Solomon Grundy, Lady Shiva, e Nightshade, Superman e Batman riuscirono a scoprire chi ci fosse dietro gli attacchi, e si sbarazzarono di Grodd in un attimo.
Grodd fu il responsabile dello storpiamento dell'amico di Flash Hunter Zolomon, facendo di lui il criminale Zoom quando Hunter tentò di cambiare gli avvenimenti così che non fossero mai accaduti. Hunter pensò spesso a come Grodd lo utilizzò come pedina in quella lotta, mentre ne discuteva con Flash.
Grodd attaccò il Corpo Internazionale Ultramarino, devastandolo. Devastò la città africana di Kinshasa, mangiando letteralmente molti ostaggi, così che il Corpo potesse naufragare la città fino ad esso. Grodd mise sottosopra la loro città e neutralizzò molti dei loro membri. Durante il corso di questo incidente, Beryl informò il team che Grodd era il ricercato mondiale n. 3. Fece non più di diciotto tentativi di eliminare la razza umana dalla faccia della Terra.
Uno dei tentativi comparve in Son of Ambush Bug n. 5 (novembre 1986). Grodd viaggiò fino all'epoca cretacea "per spazzare via tutte le tracce dell'evoluzione umana dalla linea temporale". Il suo piano fu sventato da una combinazione dell'improvvisa comparsa di Titano, e di un insetto risvegliatosi da un incubo. Se la missione di Grodd fu un fallimento o no è discutibile: l'insetto si svegliò da "Anchor-Ape Clark Kong".
Nella serie limitata del 1991 Angel and the Ape, si scoprì che Grodd era il nonno del partner di Angel, Sam Simeon. Questo fu in conflitto con Martian Manhunter Annual n. 2 (1999), che affermò che Sam Simeon era il fratello di Grodd.
In Justice League of America Wedding Special, Gorilla Grodd è tra i criminali visti come membri della Injustice League Unlimited.
In JLA Classified (vol. 3) dal n. 1 al n. 3, del 2004, Grodd e le sue forze attaccarono il Corpo Ultramarino. Grodd uccise molti dei cittadini che avrebbe dovuto proteggere. Mangiò personalmente alcuni umani.
In Salvation Run n. 3, Grodd si allea con il Joker per mettere insieme una loro fazione di criminali esiliati. Nel n. 4, uccise Monsieur Mallah e The Brain, solo per essere scaraventato giù da un dirupo dal Joker. Fu visto in vita nell'ultimo numero, tentando di vendicarsi del Joker.
In Justice League of America n. 21, Grodd fu mostrato tra i membri della nuova Società Segreta di Libra e piazzato nel cerchio più segreto. In Crisi Finale n. 4, Gorilla Grodd fu tra i più grandi eroi e super criminali che furono trasformati in Giustificatori. In Final Crisis: Resist, e fu inviato a prendere Snapper Carr e Cheetah, ma fallì.

## Poteri e abilità
Le abilità psichiche di Grodd gli permettono di mettere gli altri esseri sotto controllo mentale. Può anche proiettare fasci di laser telecinetici, tramutare telecineticamente la materia, e trasferire la sua coscienza nei corpi altrui. È un genio della scienza che ha regolato l'avanzata tecnologia di Gorilla City e che ha creato molte incredibili invenzioni di sua mano.
Grood dispone inoltre di una forza sovrumana che, sebbene sia inferiore a quella di Doomsday, Superman o Aquaman, rimane tra le più rilevanti dell'Universo DC Comics: inizialmente in grado di sollevare senza il minimo sforzo fino a 150 t, grazie ad un esperimento di Lex Luthor la sua forza è stata ulteriormente incrementata permettendogli di sollevare, sempre senza sforzo, anche più di 400 t.
Grood è in grado di lanciare in aria automobili con una mano sola, far tremare il terreno colpendolo ripetutamente e abbattere pareti senza sforzo. Oltre ad avere una forza, una resistenza sovrumana, Grood è dotato di notevole agilità, invecchiamento rallentato e guarigione accelerata
Gorilla Grood è dotato anche di una pelle virtualmente impenetrabile, in grado di resistere a proiettili, alte temperature o a impatti.

## Altre versioni
Gorilla Grodd ha una sua controparte, su una Terra nell'universo anti-materiale post-Crisi, chiamato Generale Grodd che è un membro della Justice Underground. Questa versione è un libero combattente proveniente da una nazione di scimmie militaristica.

## Altri media

### Animazione
- Nella serie animata della ABC Challenge of the Super Friends, Gorilla Grodd è uno dei due nemici di Flash (insieme a Capitan Cold) che appare come membro della Legione del destino di Lex Luthor. In un episodio, Grodd pianificò un modo per controllare tutti gli abitanti di Gorilla City ed utilizzarli per conquistare il mondo. Comparve successivamente negli episodi "Revenge of Doom" e "Two Gleeks Are Deadlier Than One" della serie animata Super Friends. È da notare che sebbene questo Grodd sia altamente intelligente, non mostra alcuna abilità telepatica.
- Gorilla grodd comparve nell'episodio "Terrore sull'isola dei dinosauri" nella serie animata Batman: The Brave and The Bold e fu doppiato in inglese da John DiMaggio. Grodd e i suoi scagnozzi scimmioni volevano devolvere tutti gli umani con il Raggio-E dal loro quartier generale all'isola dei dinosauri. Quando il raggio-E fu attivato, evolse gli umani al loro stato naturale. Evolse anche Grodd in un umano che finì incarcerato ad Iron Heights, alla fine, pianificando la sua vendetta. Successivamente, fu mostrato nell'episodio "Day of the Dark Knight", in cui fuggì da Iron Heights (sempre in forma umana) e tentò di sconfiggere Batman, ma fu fermato da Freccia Verde. Gorilla Grodd ebbe una controparte buona in un universo parallelo in "Deep Cover for Batman!". Questa versione somigliava fortemente a Solovar. Batman stava quasi per colpirlo, ma si fermò a mezz'aria e disse "Somigli a qualcuno che conosco". Il Grodd originale, di nuovo un Gorilla, si unì ad Owlman e ad altri criminali in "Game Over for Owlman!". Grodd e The Question furono catturati da Equinox in "Mystery in Space!". Batman salvò Question, ma lasciò Grodd in preda della fiamme. Ebbe anche una breve comparsa in "Legends of the Dark-Mite!". Fu convocato da Bat-Mito per testare il coraggio di Batman nel campo di battaglia. Fu velocemente rimpiazzato da Solomon Grundy. Più tardi, quando Mite decise di assumere il ruolo dello stesso Batman, e Batman stesso parlò a Mito attraverso un incontro con Grodd. Grodd è il primo opponente di Batman ancora una volta in "The Last Bat on Earth!" in cui viaggiò in un futuro post-apocalittico. Qui, prese il comando di un'armata di scimmie intelligenti e utilizzò la tecnologia superiore per sconfiggere i propri avversari, una città piena di esseri simili a tigri evolute. Batman inseguì Grodd fino a quell'epoca, dove fu aiutato a sconfiggere Grodd da Kamandi. Alla fine, Grodd fu calpestato dalle forze in ritirata, e fu portato indietro nel tempo in manette con Batman.

#### DC Animated Universe
Gorilla Grodd è un criminale ricorrente del DC Animated Universe, doppiato, in inglese, dall'attore Powers Boothe nelle serie animate Justice League e Justice League Unlimited. Generalmente, ci si riferì a lui semplicemente come "Grodd", sebbene Flash lo menzionò come "Gorilla Grodd" nell'episodio "Comfort and Joy" e Dottor Fate fece lo stesso nell'episodio "The Great Brain Robbery".
- Nella sua prima comparsa, nell'episodio diviso in due parti The Brave and the Bold, Grodd è un fuggitivo dalla città segreta di Gorilla City, un reietto che gioca a fare il tiranno che giura vendetta sui suoi compagni primati. Mantenendo una relazione via e-mail con la Dottoressa Sarah Corwin di Central City, arriva nella città per coprire la metropoli con uno scudo simile a quello che protegge Gorilla City. Questo gli fornì una base da cui lanciare un assalto nucleare verso la sua città natale, mentre controlla la popolazione di Central City con il suo elmetto speciale. Mentre la League si affrettò per disinnescare le bombe, Flash, Lanterna Verde e Solovar (raffigurato come un ufficiale di polizia primate, piuttosto che come governante di Gorilla City) si precipitarono a sconfiggere Grodd. Quest'ultimo divenne incapacitato quando tentò di utilizzare il suo dispositivo di controllo mentale su Flash, non sapendo che l'eroe ne aveva invertito i fili. Grodd ritornò nell'episodio "Secret Society" mostrandosi dal lato diverso dei criminali. Non più concentrato su Gorilla City, Grodd divenne un opponente a tutto tondo della League. Con la sua fedele seguace Giganta, reclutò Killer Frost, il Parassita, Shade, Sinestro e Clayface per creare una sorta di squadra anti-League di cui il nome abbozzato fu "la Società Segreta". Fu rivelato che l'incidente di Grodd con il suo elmetto gli diede dei poteri mentali, che utilizzò in questa storia come una sottile manomissione delle emozioni della Justice League. Avendo studiato la League per settimane grazie a delle telecamere nascoste, Grodd manipolò i loro sentimenti finché i leaguers non cominciarono a litigare tra di loro e finirono per lasciare la squadra. Avendoli separati, Grodd tentò di catturarli tutti e invase un show di football a metà per controllare gli eroi pubblicamente, solo per essere fermato da J'onn J'onnz, che liberò i suoi compagni. La Società si batté un'ultima volta con la Justice League, ma fallì nel tentativo, ed infine, Grodd fu sconfitto da Flash e Superman. Da notare che in questi episodi le preferenze romantiche di Grodd prediligono le femmine umane, come la Dott.ssa Corwin o l'artificialmente umana Giganta.
  - Nell'episodio "Ultimen" della prima stagione di Justice League Unlimited, Giganta si allea con Bizzarro nel tentativo di fare evadere Gorilla Grodd di prigione - per essere poi sconfitti da Wonder Woman e Lady Shadow (Grodd tuttavia non compare nell'episodio). Nella terza stagione, Grodd diventa il leader di una nuova Società Segreta. Come la descrisse lui, la nuova Società è una specie di cooperativa per super criminali - ognuno è libero di agire da solo, ma (per il 20% del loro bottino) possono chiamare rinforzi negli eventuali scontri con la League. Dopo che la nuova Società Segreta riuscì a mettere da parte dei grandi artefatti di valore, Grodd rivelò ai membri il suo piano: trasformare ogni essere umano sulla Terra in una scimmia. Il piano, tuttavia, fu sventato dalla Justice League. Successivamente, un indifferente Lex Luthor, gli puntò la pistola e disse "Non avrei voluto farlo per altre poche settimane ma seriamente, trasformare tutta l'umanità in scimmie? Era questo il tuo piano?" Sparò a Grodd e ne prese il posto come leader della Società. Ossessionato dal volere un potere divino assaggiato brevemente quando si fuse con Brainiac, ora distrutto, Luthor tenne Grodd prigioniero nel quartier generale della Società nella speranza che gli rivelasse come ricostituire il super computer vivente dagli ultimi frammenti rimasti. Con la scoperta che Brainiac aveva una base segreta nello spazio che fu successivamente distrutta, Luthor fece ricostruire il quartier generale della Società per un viaggio nello spazio, promettendo loro un mondo che avrebbero potuto governare con lui come unico leader. A causa della leadership con la mano di ferro e il suo romantico disinteresse, la respinta Tala liberò Grodd, che riuscì a creare un ammutinamento con l'ausilio di altri criminali. Luthor utilizzò il suo intelletto e le sue risorse per contrastare i poteri dei suoi avversari. Nella battaglia finale, Grodd e Luthor finalmente si ritrovarono da soli, ed ingaggiarono una lotta. Grodd stava vincendo e, dopo aver messo Luthor con le spalle al muro, tentò di utilizzare il suo potere di controllo mentale su di lui. Tuttavia, Luthor lo aveva anticipato ed indossò un dispositivo che rivolgeva il potere di Grodd contro di lui, dando a Luthor il controllo su di lui. Luthor costrinse Grodd a camminare in una camera di compensazione dopo averlo umiliato facendolo inchinare e adorare Luthor come padrone. Grodd fu rilasciato nello spazio ed incontro alla sua morte, tutto mentre urlava minacce.

#### Film
- Gorilla Grodd ha un cameo in Justice League: The New Frontier; inoltre compare brevemente nel film animato Superman/Batman: Nemici pubblici, dove ha un piccolo ruolo in cui controlla mentalmente gli stessi criminali che utilizza nei fumetti per catturare Superman e Batman.

### Televisione
- Gorilla Grodd fu menzionato nel suo sorpasso del personaggio Nightshade, nella serie televisiva Flash dei primi anni novanta. Qui era un boss del crimine negli anni cinquanta, che lavorava fuori dalla Helltown di Central City, nemesi di Nightshade.
- Compare nella serie TV The Flash, nella narrazione della serie la creatura, in principio, era un normale gorilla di nome Grodd, Eobard Thawne e il generale Wade Eiling fecero su di lui degli esperimenti per creare un supersoldato dotato di telecinesi e psicocinesi, iniettando al gorilla delle sostanze che però non hanno alcun effetto su di lui. Però, quando un fulmine generato dall'acceleratore di particelle degli STAR Labs colpisce Grodd, si crea una reazione con le sostanze chimiche iniettategli da Eobard, che lo rendono un essere senziente, che cerca di crescere, ma che non dà molto valore alla vita umana. Appare come un enorme gorilla capace di parlare, può manipolare la mente di una persona con la forza del pensiero, con questo potere riesce persino a indebolire Barry, inoltre considera Eobard un padre. Nella seconda stagione viene inviato su Terra-2 da Barry perché su quella Terra esistono gorilla intelligenti come lui, così facendo non sarebbe stato più da solo. Il personaggio è interpretato da Simon Burnett, e doppiato da David Sobolov, in italiano da Massimo Corvo.
- Compare anche nella serie dell'arrowverse Legends of Tomorrow interpretato da David Sobolov.

### Videogiochi
- Gorilla Grodd fu inserito nel videogioco Justice League Heroes. Un robot doppione di Brainiac liberò Gorilla Grodd dalla prigione così che potesse vendicarsi su Gorilla City per averlo imprigionato.
- I tirapiedi di Gorilla Grodd sono i primi nemici da affrontare nella città di Metropolis. Al loro superamento segue una "Boss Battle" con lo stesso Grodd.
- Gorilla Grodd è presente come Boss di un capitolo del videogioco Batman: The Brave and the Bold per Nintendo 3ds e Nintendo Wii
- Gorilla Grodd è presente come Boss nel videogioco DC Universe Online.
- È un personaggio giocabile nonché antagonista in Injustice 2.